# Tvøroyri
Tvøroyri (duń. Tverå, IPA: tvøːɹɔiɹɪ) – miasto położone na wyspie Suðuroy, wchodzącej w skład archipelagu Wysp Owczych. Mieszkają w nim obecnie (I 2015 r.) 823 osoby. Administracyjnie miejscowość ta leży w region Suðuroy, w gminie Tvøroyrar kommuna.

## Geografia

### Położenie
Tvøroyri jest położone w centralnej części wyspy Suðuroy, na jej wschodnim brzegu. Do otwartego oceanu prowadzi stamtąd niewielka zatoka, zwana Trongisvágsfjørður, będąca jednocześnie fiordem. Ciągnie się ona od miejscowości Trongisvágur do ujścia do Morza Norweskiego, a do miejscowości Tvøroyri przylega od strony południowej. Od północy góruje zaś nad nią szczyt Bustin (487 m n.p.m.), będący dość wysokim wzniesieniem, lecz posiadającym gładkie zbocze. Od strony południowo-wschodniej graniczy z osadą Froðba, natomiast od północnego zachodu do miasta przylega miejscowość Trongisvágur.

### Klimat
Podobnie, jak na całym archipelagu Wysp Owczych, także w Tvøroyri panuje klimat umiarkowany chłodny, w odmianie morskiej. Temperatury są tam niewysokie latem, a zimą jest stosunkowo ciepło. Najbliższa stacja meteorologiczna znajduje się w południowej części Suðuroy, w opuszczonej dziś wsi Akraberg. Zanotowała ona w ciągu roku 2008 najwyższą temperaturę +17,4°C, a najniższą – -7,3 °C. Prócz tego na Wyspach Owczych odnotowuje się wysokie sumy opadów rocznych, a także porywiste wiatry. Średnia prędkość wiatru, jaką odnotowano w stacji Akraberg wyniosła 8,7 km/h. Klimat na archipelagu jest ocieplany przez Prąd Norweski, który wykształca się z Golfsztromu, płynącego od wybrzeży Ameryki.

## Informacje ogólne

### Populacja
W roku 2008 w Tvøroyri mieszkały 1154 osoby, co sprawia, że było to wówczas jedno z 9 miast na Wyspach Owczych, które posiadały więcej niż 1000 mieszkańców. Większość tamtejszej ludności to Farerczycy, czyli rdzenni mieszkańcy tego archipelagu. Społeczeństwo tamtejsze jest dosyć młode, pomimo sporej grupy osób w wieku mieszczącym się w przedziale 50-59 lat, około 36% ludności ma mniej niż 30 lat. Większą część mieszkańców stanowią mężczyźni – współczynnik feminizacji wynosi około 93 kobiety na 100 mężczyzn. W połowie lat 90 XX wieku Wyspy Owcze nawiedził kryzys gospodarczy, przez co z kraju wyjechało wielu ludzi. Spotkało to także Tvøroyri, które znacznie ucierpiało w tym czasie, utraciwszy w przeciągu kilku lat około 300 obywateli, którzy do dziś nie powrócili w tamte okolice.
Według danych Urzędu Statystycznego (I 2015 r.) jest trzynastą co do wielkości miejscowością Wysp Owczych.

### Transport
Pod względem transportowym Tvøroyri jest najważniejszą miejscowością na całej wyspie. Obie linie autobusowe niebieskiej korporacji Bygdaleiðir przechodzą przez miasto, a jedna z nich ma w nim swoją pętlę. Trasa linii nr 700 wiedzie od Tvøroyri przez Øravík, Hov, Porkeri, Vágur i Lopra do osady Sumba, położonej na południowym krańcu wyspy. Linia nr 701 ma początek w miejscowości Fámjin. Autobus przejeżdża następnie przez Øravík, Tvøroyri, Nes, Hvalba i dociera do Sandvík w południowej części wyspy.
Transport kołowy nie jest jednak jedyną możliwością dotarcia do miejscowości Tvøroyri. W sąsiedniej osadzie Froðba, oddalonej około 2 km znajduje się jedyne na wyspie lądowisko helikopterów Tyrlan, kursujących w obrębie archipelagu. Loty na Suðuroy odbywają się 2 dni w tygodniu.
Oprócz tego istnieje także możliwość dotarcia do osady drogą morską. Istnieje tam bowiem przystań promowa, jedyna na całej wyspie. Docierają tam promy ze stolicy Wysp Owczych – Tórshavn, w każdy dzień tygodnia. Podróż trwa około 2 godzin, a jedynymi miejscami, gdzie statek się zatrzymuje są porty Tvøroyri i Tórshavn.

### Sport
W Tvøroyri rozgrywa swoje mecze drugoligowy klub piłkarski TB Tvøroyri, założony w 1892 roku, co czyni go najstarszym klubem piłkarskim w kraju. W pierwszej fazie swego istnienia klub ten na tle pozostałych wypadał bardzo dobrze, jednak wraz z pojawianiem się nowych, powoli stracił swą siłę i spadł do drugiej ligi, z rzadka ją opuszczając. Jego zawodnicy 7-krotnie wywalczyli mistrzostwo archipelagu, ostatnie w czasie rozgrywek 1987 roku, a także 5-krotnie puchar Wysp Owczych.
Prócz tego w miejscowości znajduje się jeszcze kilka innych klubów sportowych. Suðuroyar Svimjifelag (Susvim) zajmuje się pływactwem, a Tvøroyrar Borðtennisfelag (TBF) tenisem stołowym. W Susvim trenuje Pál Joensen, który jest mistrzem Europy juniorów w roku 2008 na dystansie 400, 800 i 1500 m. Istnieje tam także klub siatkówki, Kvinnuflogbóltur, skupiający jedynie sekcję żeńską.

## Historia
Osada Tvøroyri została założona w 1836 roku, wraz z filią Duńskiego Monopolu Handlowego, dzięki której niewielka osada szybko przekształciła się w główne miasto i port całego regionu. Stamtąd rozchodziły się wtedy po całej wyspie Suðuroy towary, które przenoszono głównie drogą lądową. Filia zakończyła swą działalność, podobnie, jak cały monopol, w 1856 roku. Powstałe wtedy zabudowania do dziś znajdują się w osadzie, i są tam obecnie najstarszymi budynkami. Po likwidacji monopolu firmy stały się niezależne i zaczęły działać na własną rękę. Jedna z nich jest dziś obecnie jedną z największych przetwórni rybnych na Wyspach Owczych i posiada flotę złożoną z 30 statków.
Plac na środku osady, wyłożony płaskimi kamieniami, był kiedyś używany do suszenia ryb. Pierwszy kościół, jaki zbudowano w mieście został przeniesiony do Sandvík, a ten, który znajduje się tam obecnie powstał w roku 1908. W XX wieku powstał też Hotel Tvøroyri, a w roku 1975 zbudowano dużą przetwórnię rybną.
Co roku w tej miejscowości odbywa się podobne święto, jak Ólavsøka w Tórshavn, zwane Jóansøka. Ma ono miejsce 24 czerwca, a podczas niego odbywają się zawody sportowe i liczne wydarzenia kulturowe, takie jak koncerty, czy wystawy w lokalnej galerii. To samo święto organizowane jest także w innej wiosce na Suðuroy – Vágur. Całość poświęcona jest postaci Jana Chrzciciela, a pierwszy raz święto odbyło się w 1925 roku.

## Turystyka

### Ciekawe miejsca
- Bygda- og sjóvinnusavnið – muzeum historyczne regionu Suðuroy, ukazuje dzieje okolicy oraz historię żeglugi. Jest ono umiejscowione w samym sercu miejscowości, w domu zwanym Doktarahúsið, czyli z farerska Domu Doktora, który został zbudowany w 1852 roku[16]. Budynek ten był także używany, jako miejsce, gdzie praktykowali młodzi chętni do zostania lekarzami. Jest ono otwierane jedynie w niedzielę między godziną 15:00 a 18:00 lub na zamówienie
- Galleri Oyggin – jest to miejscowa galeria sztuki, prowadzona przez Palle Julsgarta. Skupia się ona na niemal każdej dziedzinie sztuki – rzeźbach, obrazach, portretach i wielu, wielu innych. Zajmuje ona około 100 m²[17]. W letnie miesiące są tam organizowane kursy dla młodych artystów[16]. Miejsce to odwiedziła królowa Danii Małgorzata II w czasie swojej podróży na Wyspy Owcze. Znajduje się tam też niewielka kafejka
- Tvøroyrar Kirkja – po polsku Kościół w Tvøroyri. Jest to jedyna świątynia w tej miejscowości, zbudowana w 1908 roku w Norwegii, po czym przywieziony w częściach na Wyspy Owcze, by zastąpić stary kościół w Tvøroyri, który został przeniesiony do Sandvík. Wokół kościoła znajdują się liczne, naturalnie utworzone kolumny z bazaltu. Jest przeznaczony, dla około 600 wiernych

### Zakwaterowanie
- Hotel Tvøroyri – jest średniej klasy hotelem, mieszczącym się przy ul. Miðbrekkan 5, która leży w niewielkim oddaleniu od centrum miejscowości[18]. Znajdują się tam 4 pokoje dla jeden i 5 dla dwóch osób. W miejscu tym znajduje się także pizzeria, restauracja oraz bar[18]. Jest to jeden z 3 hoteli na całej wyspie
- Undir Heygnum, Miðbrekka oraz Valinum – to pensjonaty, zapewniające kuchnie, pokoje z telewizją i oddzielnymi łazienkami. Ostatni z nich jest ulokowany w dawnym posterunku policji

Prócz tego istnieje także możliwość wynajęcia domku letniskowego, oraz tak zwanego miejsca, gdzie zapewnione są śniadania oraz łóżko, w dzień zaś nie powinno się tam przebywać. Najbliższe pole namiotowe znajduje się w pobliskiej osadzie Trongisvágur.

## Urodzeni w Tvøroyri
- Atli Dam – urodzony 12 września 1932 roku, polityk, który wchodził w skład Løgtingu. Trzykrotny premier Wysp Owczych w latach: 1970–1981, 1985–1989 i 1991–1993. Był także prezesem Farerskiej Partii Socjaldemokratycznej w latach 1972–1993, zastąpiwszy na tym stanowisku Jákupa Frederika Øregaarda. Jego córką jest Helena Dam á Neystabø, jedna z ważniejszych kobiet w farerskiej polityce. Zmarł 7 lutego 2005 roku w Tórshavn
- Jóannes Eidesgaard – urodzony 19 kwietnia 1951 roku, polityk, wchodzący w skład Løgtingu, premier Wysp Owczych w latach 2004–2008. Jest prezesem Farerskiej Partii Socjaldemokratycznej od roku 1996, zastąpił na tym miejscu Maritę Petersen. Na początku roku 2009 został przewieziony do szpitala z powodu silnych bólów w klatce piersiowej
- Anker Eli Petersen – urodzony 7 czerwca 1959 roku, artysta i pisarz, głównie znany jako twórca licznych serii znaczków pocztowych, na których odwołuje się zarówno do mitologii nordyckiej, jak i chrześcijaństwa oraz pejzaży z Wysp Owczych[19]. Jest tłumaczem tekstów z języka staroislandzkiego[20]
- Óli Johannesen – urodzony 6 maja 1972 roku, piłkarz występujący obecnie w klubie piłkarskim TB Tvøroyri, wcześniej jednak grał w I lidze duńskiej, między innymi w Aarhus GF. Jest to piłkarz, który rozegrał najwięcej meczów w reprezentacji swego kraju (83)[21]. Przez pewien czas był kapitanem tej drużyny. Swego jedynego gola strzelił 24 lutego 1996 roku w meczu przeciwko Estonii, który jego reprezentacja zremisowała 2:2
- Brandur Enni – urodzony 15 kwietnia 1989 roku, piosenkarz, wykonujący muzykę pop. Obecnie nagrywa płyty, które ukazują się w sklepach muzycznych w wielu krajach. Swą pierwszą płytę wydał w roku 1998, mając dziewięć lat. W roku 2006 przeniósł się do Szwecji, a dwa lata później dostał możliwość zaśpiewania w szwedzkiej wersji musicalu High School Musical 3[22]